# 島本和彦 (バスケットボール)
島本 和彦（しまもと かずひこ、1946年8月18日 - ）は、東京都世田谷区出身のバスケットボール編集者、解説者。月刊バスケットボールの初代編集長を務めた。NHK-BS放送などでNBAやスポナビライブのBリーグで解説をしており、現在、NBAファンクラブの「HOOPHYSTERIA」代表も務めている。以前はbjリーグ・大分ヒートデビルズのエグゼクティブPRディレクターも務めていた。東京都世田谷区出身。

## 経歴
- 1969年 玉川大学卒業[1]
- 1972年5月 日本文化出版入社[1]
- 1973年 月刊バスケットボール創刊編集者となる[1]。
- 1975年 月刊バスケットボール編集長となる。
- 1988年 日本文化出版取締役となる。
- 1989年 NHK-BSのバスケットボール解説者となる。

## 雑学
- bjリーグの名付け親である。